# Lisa Simpson
Lisa Marie Simpson er datter af Homer og Marge Simpson i tv-serien The Simpsons. Lisa er kvik, klog og nok den mest normale i Simpson-familien. Hun spiller barytonsaxofon, og kan godt lide jazz og bluesmusik. Blandt andet kan hun godt lide Miles Davis, men yndlingsmusikeren er dog Bleeding Gums Murphy. Hendes favoritplade hedder The Birth of Cool. Desuden er hun vegetar, buddhist, og tænker meget over tingene. Men på trods af det, er hun den, der bliver mest overset i hele familien, ud over Bedstefar.
Yeardley Smith lægger stemme til Lisa og kun den rolle, og er dermed den eneste faste skuespiller, der kun lægger stemme til én Simpsonsfigur.